# Supercopa de Paraguay
La Supercopa Paraguay es una copa nacional organizada por la Asociación Paraguaya de Fútbol desde 2021. Se juega a un solo encuentro, en cancha neutral, que de ser necesario, se desempata con tiros desde el punto penal. Enfrenta al campeón de la División de Honor con más puntos en la tabla acumulada con el campeón de la Copa Paraguay.
En el 2024 se creó una versión para la rama femenina, donde se enfrenta al campeón del Campeonato Anual FEM con el campeón de la Copa Paraguay FEM.

## Historia
El torneo se creó en el 2019, y se tenía que disputar en 2020 pero la cancelación de la Copa Paraguay 2020 por causa del COVID-19 llevó a que la  primera edición se jugará en 2021.
En el primer torneo se enfrentaron el Club Olimpia y el Club Cerro Porteño, en un Superclásico paraguayo que acabó en resultado 3-1 a favor del primero. De esta manera el Club Olimpia se coronó como el primer supercampeón del fútbol paraguayo tras derrota a su máximo rival. Cerro Porteño se clasificó con el equipo con mayor puntaje en el acumulativo anual, mientras que Olimpia como campeón de la Copa Paraguay 2021.
En la edición del 2022 el Club Sportivo Ameliano derrotó por 1-0 al Olimpia de manera muy sorpresiva.
En la edición del 2023 el Club Libertad se coronó campeón del certamen sin tener que disputarlo al no tener rival. Libertad se fue bicampeón de la Primera División de Paraguay como campeón del Apertura y Clausura, además de ser el campeón de la Copa Paraguay del 2023 tras derrotar al Club Sportivo Trinidense en la tanda de penales por 1-4 luego de un empate 1-1 en el partido reglamentario. Así el conjunto "Gumarelo" levantó su primera supecopa.
En la edición del 2024 el Club Libertad se coronó campeón, por segunda vez, del certamen derrotando por 2-1 a Olimpia de en un Clásico Blanco y Negro. Olimpia se clasificó con el equipo con mayor puntaje en el acumulativo anual, mientras que Libertad como campeón de la Copa Paraguay 2024. En la edición del femenina Libertad se coronó campeón del certamen derrotando a Cerro Porteño en la tanda de penales por 4-3 luego de un empate 1-1 en el partido reglamentario. Así el conjunto "Gumarelo" también levantó su primera supecopa en la categoría. Libertad se clasificó como Campeón del Campeonato Anual FEM 2024, mientras que Cerro Porteño como campeón de la Copa Paraguay FEM 2024.

## Historial
Rama Masculina
| Ed. | Temporada | Campeón                | Resultado          | Subcampeón         | Estadio                                | Nota(s)                                          |
| --- | --------- | ---------------------- | ------------------ | ------------------ | -------------------------------------- | ------------------------------------------------ |
| I   | 2021      | (CP) Olimpia           | 3-1                | (PD) Cerro Porteño | Estadio Defensores del Chaco, Asunción | Primer campeón de la Supercopa Paraguay.         |
| II  | 2022      | (CP) Sportivo Ameliano | 1-0                | (PD) Olimpia       | Estadio Defensores del Chaco, Asunción |                                                  |
| III | 2023      | (PD) (CP) Libertad     | (PD) (CP) Libertad | (PD) (CP) Libertad | (PD) (CP) Libertad                     | Primer equipo en ser campeón sin jugar la final. |
| IV  | 2024      | (CP) Libertad          | 2-1                | (PD) Olimpia       | Estadio Defensores del Chaco, Asunción |                                                  |

(PD): Campeón de la Primera División, con mayor puntaje acumulado en la temporada.
(CP): Campeón de la Copa Paraguay.
Rama Femenina
| Ed. | Temporada | Campeón        | Resultado   | Subcampeón          | Estadio                                | Nota(s)                                      |
| --- | --------- | -------------- | ----------- | ------------------- | -------------------------------------- | -------------------------------------------- |
| I   | 2024      | (CAF) Libertad | (4) 1-1 (3) | (CPF) Cerro Porteño | Estadio Defensores del Chaco, Asunción | Primer campeón de la Supercopa Paraguay FEM. |

(CAF): Campeón del Campeonato Anual FEM
(CPF): Campeón de la Copa Paraguay FEM .

## Palmarés
Rama Masculina
| Equipo            | Títulos | Subtítulos | Años campeón | Años subcampeón |
| ----------------- | ------- | ---------- | ------------ | --------------- |
| Libertad          | 2       | -          | 2023, 2024   |                 |
| Olimpia           | 1       | 2          | 2021         | 2022, 2024      |
| Sportivo Ameliano | 1       | -          | 2022         |                 |
| Cerro Porteño     | -       | 1          |              | 2021            |

Rama Femenina
| Equipo        | Títulos | Subtítulos | Años campeón | Años subcampeón |
| ------------- | ------- | ---------- | ------------ | --------------- |
| Libertad      | 1       | -          | 2024         |                 |
| Cerro Porteño | -       | 1          |              | 2024            |